# 北九州市立河内小学校
北九州市立河内小学校（きたきゅうしゅうしりつ かわちしょうがっこう）は、福岡県北九州市八幡東区河内一丁目にある公立小学校。

## 概要・教育の特色
皿倉山のふもとにある自然豊かな河内地区に位置し、明治7年の学制発布以来の歴史を持つ小学校である。
豊かな環境を生かした自然教育が河内小学校の大きな特色である。1961年（昭和36年）には河内貯水池の白鳥を守る「白鳥愛護少年団」が結成され、1975年（昭和50年） 花苗を植えたり清掃活動を行う「緑の少年団」が発足した。1992年（平成4年）に福岡県で行われた第43回全国植樹祭では　に選ばれている。
1998年（平成10年）には北九州市立柄杓田小学校、北九州市立合馬小学校と共に、市街地の生徒が郊外の学校に通い様々な能力を育てる為に北九州市が行っている「小規模校特別転入学制度」の対象校である「のびのびフレンドリースクール」に選ばれ、校区外から毎年十数名が転入している。

## 歴史
- 1874年（明治7年） - 学制の発布に伴い、福岡県遠賀郡中河内村に「河内小学校」が開校。
- 1878年（明治11年） - 尾倉・大蔵・枝光の3村の小学校が合併して「岡東小学校」（現在の北九州市立八幡小学校。当時は東田にあった）が誕生したのに伴い、同校の河内分校となる。
- 1886年（明治19年） - 小学校令の発布に伴い「河内小学校」となる。当時は簡易科小学校（修業年限が短く、経費は村負担）であった。
- 1892年（明治25年） - 「大蔵尋常小学校」となる。（現在の大蔵小学校とは別である。）
- 1901年（明治34年） - 「中河内尋常小学校」と改称。
- 1924年（大正13年） - 河内貯水池建設のため校舎が現在地（正確には現在の運動場にあたる場所）に移転。移転前の建物は取り壊されず、現在も河内貯水池の湖底に眠っている。
- 1941年（昭和16年） - 国民学校令の発布に伴い「河内国民学校」と改称。
- 1947年（昭和22年） - 学制改革により「八幡市立河内小学校」と改称。
- 1954年（昭和29年） - 田代地域が小倉市から八幡市に編入された為、同地域が校区に編入される。
- 1959年（昭和34年） - 校歌が制定される。
- 1963年（昭和38年） - 北九州市の誕生に伴い「北九州市立河内小学校」となる。
- 1967年（昭和42年） - 北九州市立藍島小学校との交流がスタートする。
- 1974年（昭和49年） - 創立百周年を迎える。盛大に記念式典が行われた。
- 1993年（平成5年） - 鉄筋造りの新校舎が完成。

## 交通
- バス

西鉄バス上重田バス停が最寄。そこより徒歩で約２．６ｋｍ。（かつては、河内小学校前までバスが運行されていたが廃止された。）
なお、北九州市おでかけ交通の制度運用により、タクシー会社の第一交通が代替交通としてそこから河内小学校前まで運行している。
- 車

大蔵2丁目信号から福岡県道62号北九州小竹線沿いに進む。

## 年間行事
- 4月 入学式
- 5月 歓迎遠足、箱苗作り、ゴミ0地域清掃活動
- 6月 発表会、田植え
- 7月 交歓会、緑の少年団、夏の教室、平和に関する指導
- 9月 作品発表会、運動会、修学旅行（隔年）
- 10月 敬老会、稲刈り、鍛錬遠足
- 11月 芋掘り、連合音楽会、河内フェスティバル
- 12月 ふれあい給食
- 1月 読み聞かせ
- 2月 もちつき大会、駅伝大会、雪あそび
- 3月 卒業式

## 周辺施設
- 河内貯水池
- 九州民芸村
- たしろ少年自然の家